# Библиотека Ординации Красинских в Варшаве

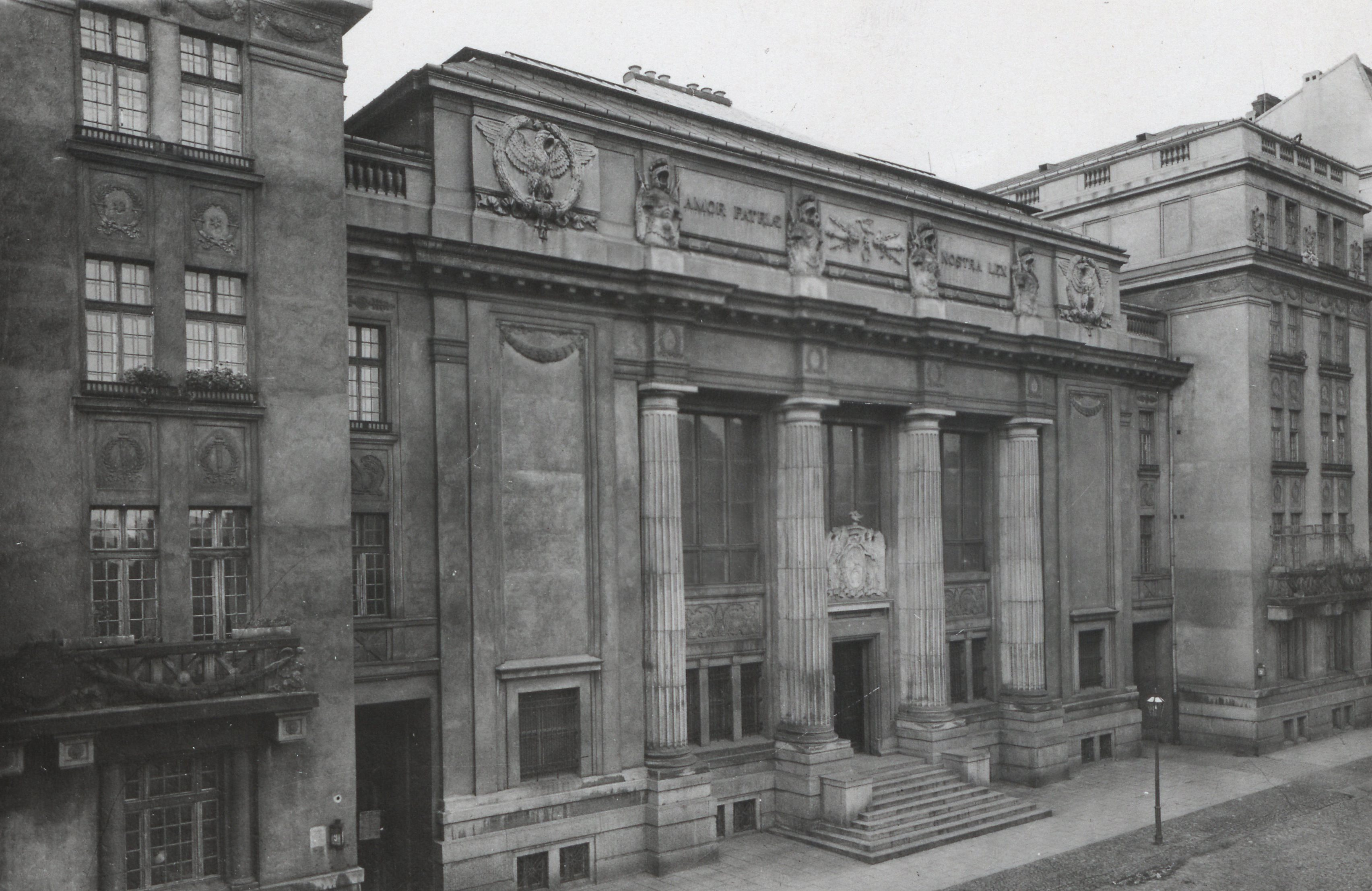
Здание библиотеки имения Красинских, около 1930 года.

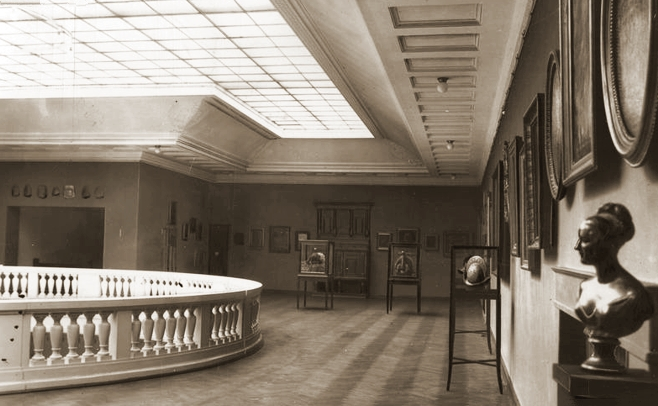
Зал второго этажа библиотеки (1930)

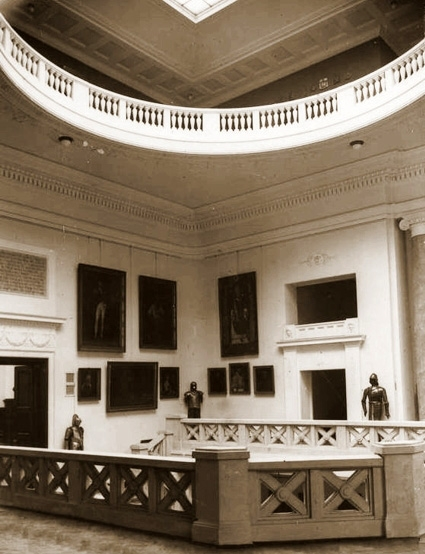
Зал первого этажа библиотеки (1930)

Библиотека Ординации Красинских в Варшаве (пол. Biblioteka Ordynacji Krasińskich w Warszawie) — библиотека, существовавшая в 1844–1944 годах. Её создателем был граф Винцент Красинский, собиравший с начала XIX века художественные, музейные и библиотечные коллекции. Последнее место расположения библиотеки было в специально спроектированном здании по адресу ул. Окульник 9 в Варшаве.
25 октября 1944 года, после капитуляции Варшавского восстания, библиотека была сожжена немцами, вопреки положениям договора о капитуляции от 3 октября 1944 года, обеспечивавшего защиту оккупантом памятников, библиотек и архивных коллекций.

## История
В 1844 году Винцент Красинский создал Ординацию Красинских, которая стала владельцем семейной библиотеки. Общественный характер библиотека Ординации приобрела в 1860 году, когда по инициативе Людвика Красинского в неё была включена коллекция Константина Свидзинского. В последующие годы коллекции, ставшие доступными исследователям с 1863 года, пополнялись как за счёт систематических закупок, так и за счёт многочисленных подарков, завещаний и вкладов.
В первом десятилетии XX века Адам Красинский внёс значительный вклад в развитие библиотеки, организовав финансовые вопросы, наняв профессиональных сотрудников (в том числе Францишека Пулавского, сначала в качестве библиотекаря, позже в качестве хранителя библиотеки) и пополнив коллекции, среди прочего, сувенирами Зыгмунта Красинского, семейным архивом Малаховских до XVIII века, архивом Армии Царства Польского и коллекциями Владислава Побога-Гурского, Юзефа Вольфа и Фелициана Фаленского. Следующий период процветания библиотеки обеспечил Эдвард Красинский, последний администратор Опиногурской ординации, под чьей опекой учреждение пережило Первую мировую войну и оставалось до 1940 года, когда в апреле 1940 года он был арестован гестапо и умер от истощения в немецком концлагере Дахау. 
В коллектив библиотекарей Красинского в разное время входили: Владислав Хоментовский, Игнаций Яницкий, Александр Рембовский, Зыгмунт Вольский, Юзеф Калленбах (директор библиотеки), Станислав Кентшиньский, Францишек Пулавский, Игнаций Тадеуш Барановский, Хелена Дреге, Ян Мушковский, Витольд Каменецкий, Аугуст Залеский и Мария Гожеховская (1913–1914).
До 1913 года штаб-квартира библиотеки располагалась во дворце Красинских/Чапских на Краковском предместье, в боковом флигеле со стороны ул. Берга (ныне Траугутта). Новое здание библиотеки и музейных коллекций Опиногурской Ординации Красинских по ул. Окульник 9, основанное Эдвардом Красинским, последним Опиногурским ординатом, было построено в 1912–1914 годах по проекту Юлиуша Нагурского. Осенью 1913 года коллекции были перевезены туда, а с января 1914 года они стали доступны во временной читальне. После 1918 года многие частные коллекции были переданы в дар Национальной библиотеке, в том числе: в 1925 году — ресурсы Горынецкой библиотеки Понинских, которую было решено включить в коллекцию Красинских. Полностью законченное здание библиотеки и музея имения Красинских было торжественно передано в эксплуатацию в декабре 1930 года. Здание внесено в реестр памятников.
Во время Второй мировой войны первые потери (разрушение выставочной части здания и читального зала) библиотека понесла в сентябре 1939 года, во время обороны Варшавы. В мае 1941 года немецкие оккупационные власти включили его в состав Государственной библиотеки Варшау, выделив здание по улице Окульник для размещения специальных коллекций трёх столичных библиотек: Национальной библиотеки, Университетской библиотеки и библиотеки ординации Красинских. Оставшаяся часть административных коллекций была перенесена в здания библиотеки Варшавского университета, Варшавской школы экономики и Национального музея.
Ценные коллекции, хранившиеся в здании по ул. Окульник, были полностью сожжены немцами, от подвала до чердака, 25 октября 1944 года, после капитуляции Варшавского восстания, вопреки условиям договора о капитуляции, наложившего на оккупантов обязательство сохранять культурные ценности города. Всего было уничтожено 26 000 рукописей, 2500 инкунабул, 80 000 старинных гравюр, 100 000 рисунков и графиков, 50 000 нот и театральных пьес, обширные коллекции карт и атласов, а также большая часть каталогов и описей. 
Всего за годы Второй мировой войны библиотека потеряла 62% своих фондов (155 000 из 250 000 единиц).
После войны уцелевшие коллекции были переданы в Национальную библиотеку. Наиболее многочисленными из них были материалы эпохи Наполеона и Ноябрьского восстания.
Восстановленное здание было передано Национальной библиотеке в июне 1948 года. Над входными воротами надпись: «Нахождение в здании запрещено. Здание находится под угрозой обрушения». На его фасаде — изречение: Amor Patriae Nostra Lex (Любовь к Родине — наш закон), девиз семьи Красинских, дважды родовой герб Слеповрон (в дворянском и графском вариантах) и лепнина с изображением взлетающих белых орлов.
В двух пристройках здания (южной и северной), когда-то богато украшенных лепниной в виде орлов и гирлянд (сохранились лишь некоторые гирлянды северной пристройки), до 1944 года располагались современные квартиры, сдававшиеся внаём представителям правительственной и дипломатической сфер, доходы от аренды которых предназначалась для содержания библиотеки.
Здание не использовалось с 1980-х годов.